# Tancredo Neves

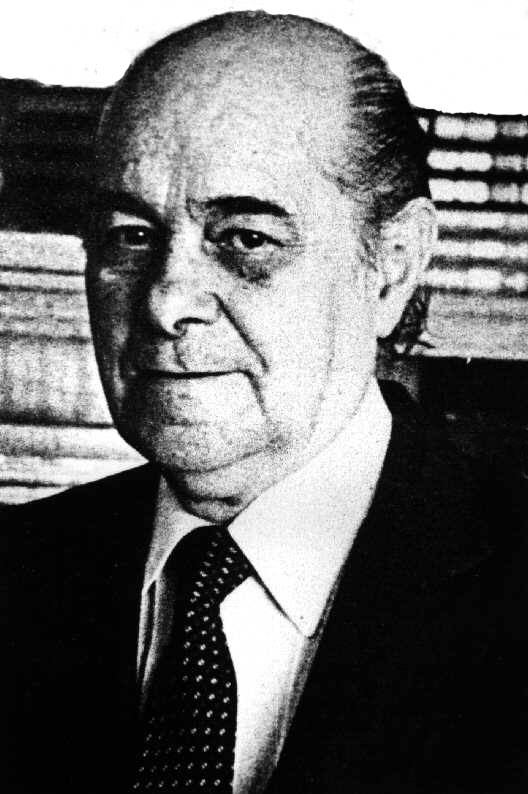
Tancredo Neves

Tancredo Neves, född 4 mars 1910 i São João del Rei, Minas Gerais, död 21 april 1985 i Brasília, var en brasiliansk jurist och politiker.
Neves utsågs 1953 till justitieminister av president Getúlio Vargas och innehade den posten fram till Vargas självmord året därpå. Neves var Brasiliens premiärminister 1961-1962.
Den 15 januari 1985 valdes Neves till Brasiliens president, men dagen innan han skulle avlägga presidenteden (15 mars), blev han akut sjuk och avled en dryg månad senare. Hans död orsakade landssorg.[källa behövs]